# Entrée (liturgie)

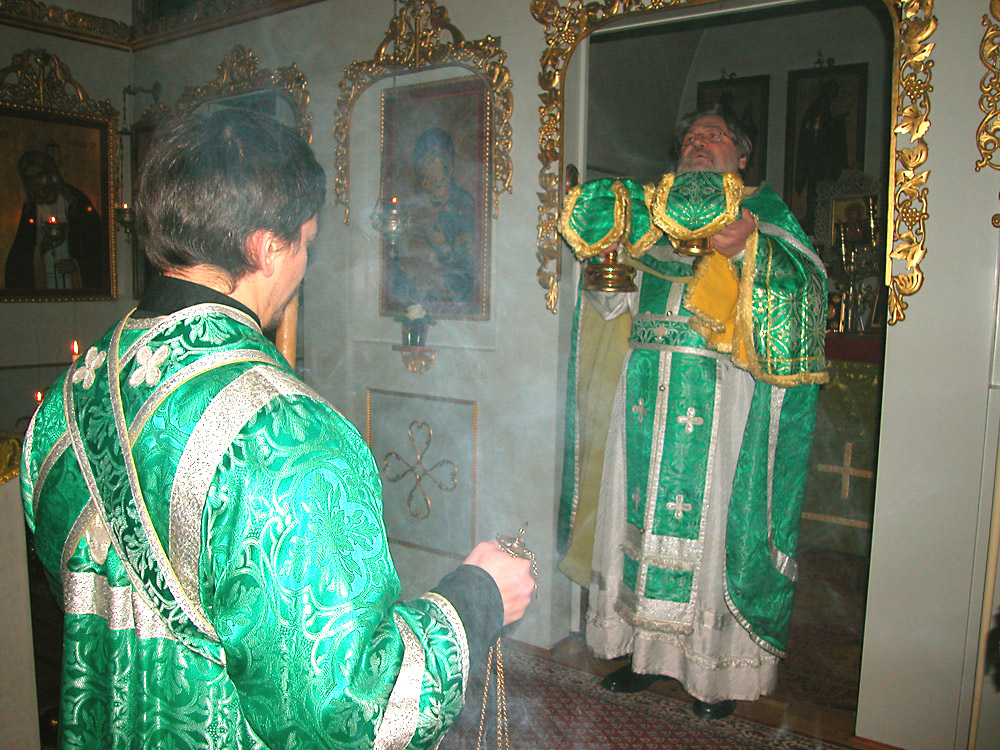
Sous-diacre et prêtre orthodoxes faisant leur Grande Entrée durant la Divine Liturgie.

Pour les articles homonymes, voir Entrée.
L'Entrée est, dans les Églises d'Orient — Églises orthodoxes et Églises catholiques de rite byzantin — une procession au cours de laquelle le clergé pénètre dans le sanctuaire par les Saintes Portes. L'origine de cette coutume remonte à l'Église primitive, alors que les livres saints et la vaisselle sacrée étaient conservés dans des lieux aménagés pour leur sécurité et qu'une procession devait apporter ces objets lorsque nécessaire. Au cours des temps, la procession est devenue plus élaborée et est assortie aujourd'hui d'encens, de cierges et d'éventails liturgiques. Dans le rite orthodoxe, les anges sont supposés entrer avec le clergé, comme en témoignent les diverses prières qui accompagnent l'Entrée.
L'évêque peut entrer dans le sanctuaire et en sortir par les Saintes Portes à tout moment, indépendamment des prescriptions de la liturgie

## Divine Liturgie
Au cours de la Divine Liturgie (l'Eucharistie), il y a deux Entrées. Celles-ci, comme la proscomidie (Liturgie de la Préparation) sont considérées par les spécialistes comme des adjonctions à la liturgie originelle ; elles n'auraient pas été connues de Basile le Grand ni de Jean Chrysostome, les deux auteurs de la forme la plus commune de la Divine Liturgie.

### La Petite Entrée
La Petite Entrée a lieu lors de la partie de l'office appelée Liturgie des Catéchumènes, consacrée à la préparation aux Écritures. Le prêtre prend l'Évangile disposé sur l'autel et le tend au diacre (s'il n'y a pas de diacre, il conserve l'Évangile). Ils font le tour de l'autel dans le sens inverse des aiguilles d'une montre puis se dirigent vers la porte nord de l'iconostase ; il s'arrêtent devant les Saintes Portes tandis que le prêtre dit silencieusement la prière de l'Entrée :
« Ô Maître, notre Seigneur Dieu, qui as nommé dans les rangs du ciel et pris pour hôtes les anges et Archanges pour le ministère de ta gloire, permets qu'avec notre Entrée entrent les Saints Anges pour te servir aussi et qu'avec eux nous glorifiions ta bonté. Car à toi est dû tout gloire, tout honneur et toute adoration, et à Dieu le Père, au Fils et au Saint Esprit, aujourd'hui, à jamais et dans les siècles des siècles
. »

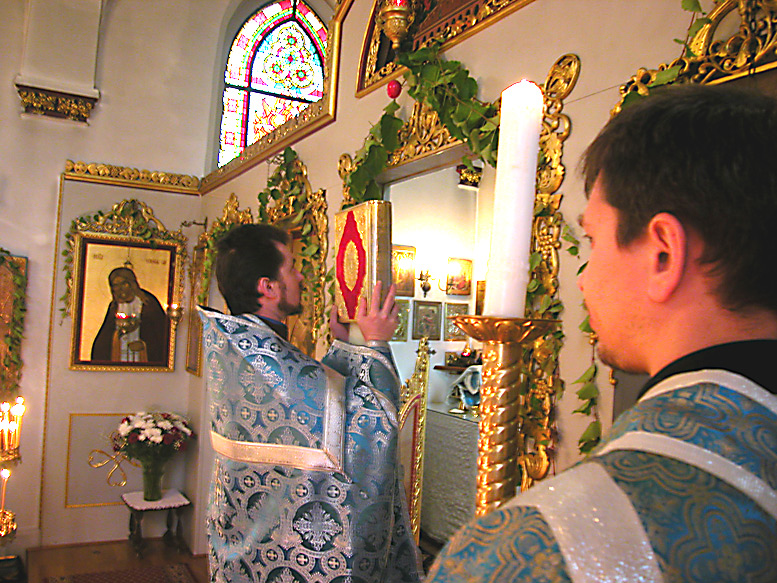
Petite Entrée au cours de la Divine Liturgie (Église de la Protection de Theotokos, Düsseldorf, Allemagne).

Le diacre présente l'Évangile au baiser du prêtre (si l'évêque est présent, c'est à lui qu'il est présenté). Puis le diacre désigne les Saintes Portes de son orarion et dit au prêtre, en s'inclinant : « Bénissez, Maître, la sainte entrée » ; le prêtre bénit de la main et dit : « Bénie est l'Entrée de l'Unique, aujourd'hui, à jamais et pour les siècles des siècles. » Lorsque le chœur finit la troisième antienne (usuellement les Béatitudes), le
diacre (ou le prêtre) élève l'Évangile et dit : « Sagesse ! Soyons attentifs ! » (si c'est un grand jour de fête, il dit d'abord un verset tiré généralement des psaumes). Le chœur chante l'hymne d'Entrée : « Adorons et prosternons-nous devant Christ ! Fils de Dieu, sauve-nous qui te chantons ! Alléluia ! » puis les tropaires et les kontakions du jour. Cependant, le diacre et le prêtre retournent vers les Saintes Portes ; le diacre repose l'Évangile sur l'autel et chacun embrasse la Sainte Table ; le prêtre prononce silencieusement la prière du Trisagion.
Cette Entrée est plus élaborée lorsque l'évêque est présent : on célèbre alors la Divine Liturgie Hiérarchique : c'est à ce moment où l'évêque lui-même pénètre dans le sanctuaire pour la première fois. Jusque-là, il s'était tenu dans la cathèdre (ou ambon), au centre de l'église. Lorsqu'un évêque doit être consacré, le rite a lieu au cours de la Petite Entrée ; c'est aussi à ce moment de la liturgie que l'évêque accorde récompenses et honneurs ecclésiastiques.
Après les tropaires et les kontakions, le chœur entonne le Trisagion : « Saint Dieu, Saint Tout-puissant, Saint Immortel, ait pitié de nous ! » Le Trisagion de la Petite Entrée aurait été révélé miraculeusement à Proclus, patriarche de Constantinople (434-447). Lors de certaines grandes fêtes du temps liturgique, le Trisagion est remplacé par un verset de Paul, Épître aux Galates, 3:27 : « Vous tous qui avez été baptisés, vous avez revêtu Christ. ». Lors de l'Élévation de la Croix, il est remplacé par l'hymne : « Devant ta Croix, nous nous inclinons en adoration, Ô Seigneur, et nous glorifions ta Sainte Résurrection ! » Lors du Trisagion ou des hymnes alternatifs, le prêtre et le diacre se rendent aux places d'honneur (sièges de l'évêque et du prêtre) à l'est de l'autel, pour la lecture de l'Épître et des Évangiles.
La Petite Entrée symbolise l'Incarnation du Christ et son baptême dans le Jourdain ; le diacre figure Jean le Baptiste et le prêtre figure le Christ. Puisque le Christ est venu en ce monde dans l'humilité, le prêtre, selon le rituel, doit entrer les bras pendants sur le long du corps.

### La Grande Entrée

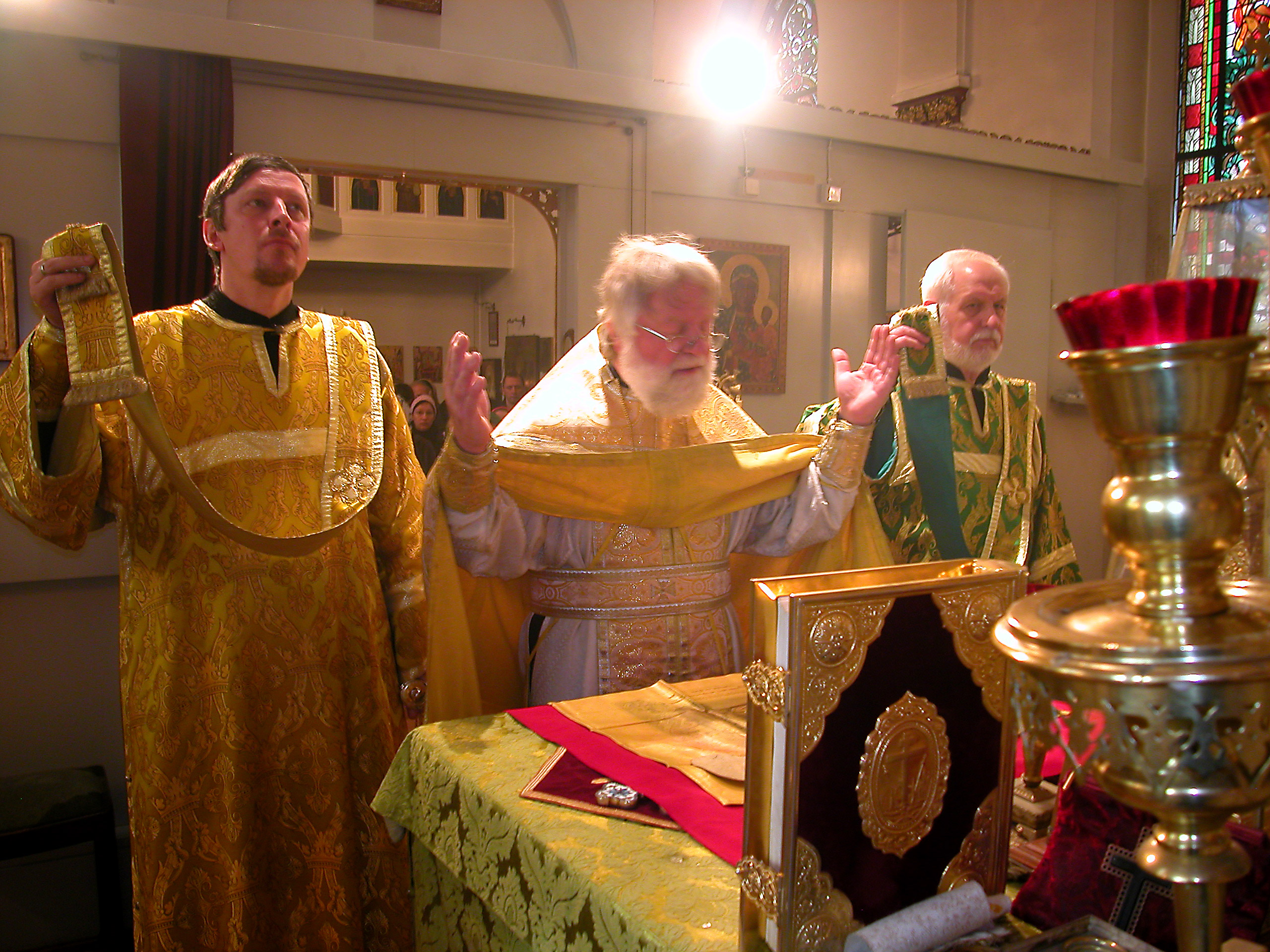
Prêtre et diacres orthodoxes chantant l'Hymne des Chérubins au début de la Grande Entrée.

La Grande Entrée débute la partie finale de la Divine Liturgie, précédant la Liturgie des Fidèles, lorsque les Dons (le pain et le vin) sont apportés de la Table de prothèse et sont disposés sur l'autel.
Le chœur chante l'Hymne des Chérubins. Cet hymne est semble-t-il une adjonction de l'Empereur Justin II (565-578). Cependant, les Divines Liturgies des Mardi et Samedi saints possèdent leurs propres hymnes aux Chérubins.
Alors que le chœur entonne l'hymne des Chérubins, le diacre encense le sanctuaire, l'iconostase, le clergé et les fidèles, tandis que le prêtre prononce silencieusement une longue prière appelée « Prière de l'hymne des Chérubins ». À la fin de la prière et de l'encensement, le prêtre et le diacre font trois métanies (prosternations) face à l'autel lèvent les bras et prononcent trois fois l'Hymne des Chérubins (le prêtre prononce la première partie et le diacre la seconde), chaque récitation suivie d'une métanie. Puis ils baisent ensuite l'autel et s'inclinent l'un vers l'autre. Le diacre se rend de l'autel à la Table de prothèse ; le prêtre, depuis les Saintes Portes, s'incline vers le peuple des fidèles et demande son pardon.
Il se rend alors à la Table de prothèse, encense les offrandes et dispose l'Aër sur l'épaule gauche du diacre ; il donne la patène au diacre et porte lui-même le calice. Le diacre, tenant toujours l'encensoir, élève la patène au niveau du front. Une procession se forme avec les autres servants du culte, portant des cierges et (selon le culte) des hexapterygons (éventails de cérémonie).

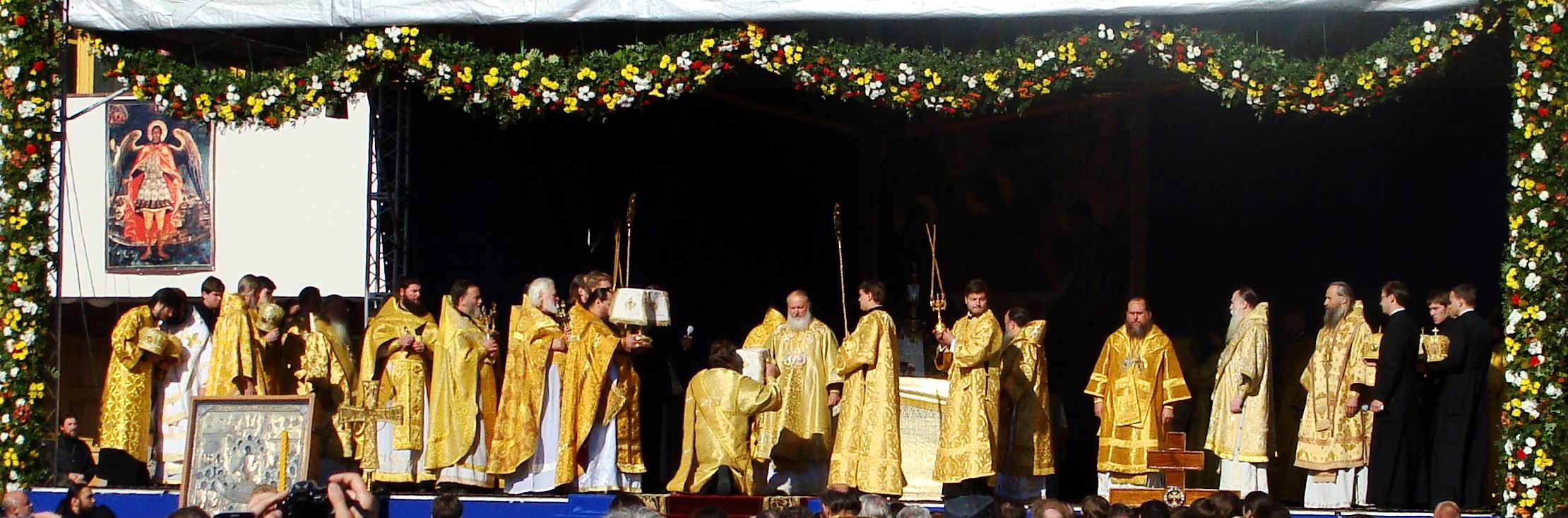
Grande Entrée en extérieur lors d'une Divine Liturgie Hiérarchique. Au centre, le protodiacre avec la patène s'agenouille devant l'évêque.

Dès que le chœur termine la première moitié de l'Hymne des Chérubins, la procession se dirige vers la porte nord du sanctuaire et s'arrête devant les Saintes Portes. Durant cette procession, le diacre et le prêtre prononcent une série d'intercessions selon les coutumes locales. Puis le prêtre bénit les fidèles avec le calice ; le chœur dit « Amen » et entonne la seconde partie de l'Hymne des Chérubins ; le clergé pénètre alors dans le sanctuaire par les Saintes Portes et dispose les Dons sur l'autel. Le prêtre ôte les linges secondaires de la patène et du calice, les encense et prononce diverses prières.
La Grande Entrée symbolise l'entrée glorieuse du Christ à Jérusalem au dimanche des Rameaux.

## Vêpres

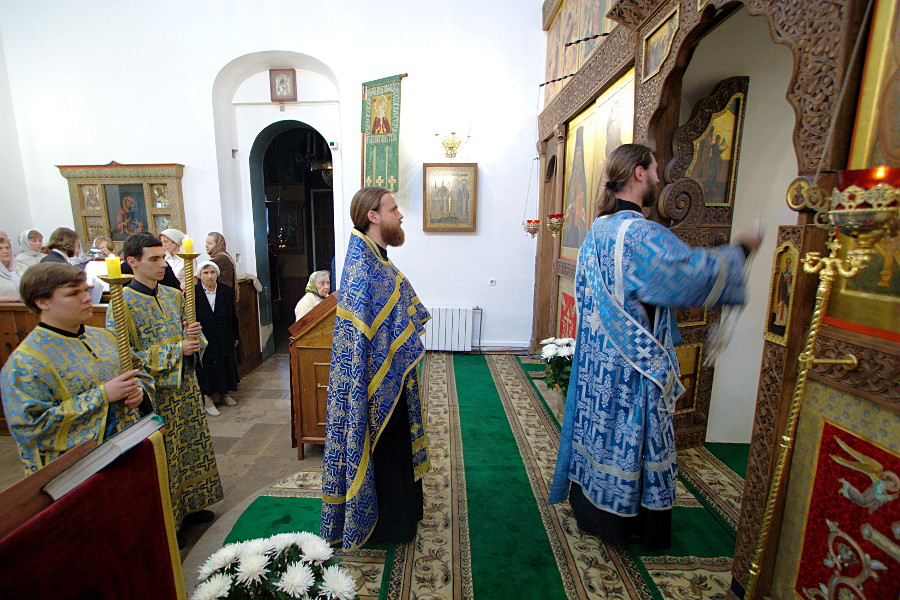
Prêtre et diacre orthodoxes faisant leur Entrée avec l'encensoir lors des Grandes Vêpres.

Il y a également une Entrée lors des Grandes Vêpres servies les dimanches et jours de fête. Celle-ci suit exactement le même schéma que la Petite Entrée, sauf que l'on y porte un encensoir au lieu de l'Évangile et que la prière silencieuse dite par le prêtre est différente :
« Au soir, au matin et à midi, nous Te louons, nous Te bénissons, nous T'exprimons notre gratitude et nous Te prions, Ô Seigneur universel : nous t'envoyons nos prières par l'encens. Épargne nos cœurs et nos pensées du mal ; ne nous inflige pas la honte, ô notre Dieu. Car à Toi toute gloire, honneur et adoration ; au nom du Père et du Fils et du Saint Esprit, aujourd'hui, à jamais et dans les siècles des siècles »
Toutefois, s'il doit y avoir une lecture de l'Évangile durant les vêpres de ce jour (comme pendant la Semaine sainte ou lors de la Liturgie des Dons présanctifiés), le diacre porte le livre de l'Évangile au lieu de l'encensoir. Cette entrée a lieu lors du chant du dogmatikon (invocation à Théotokos) qui conclut les versets du psaume 140 Seigneur, j'ai crié vers Toi et juste avant que le chœur chante le lucernaire. 
Cette entrée n'a pas lieu les jours ordinaires ni lors des Petites Vêpres, la veille des dimanches et des jours de fête.

## Liturgie des présanctifiés
La Liturgie des Dons présanctifiés est célébrée les mercredis et vendredis du Grand Carême. Son rituel est identique à celui des vêpres, avec, de plus, rupture et consommation du Pain consacré qui a été sanctifié le dimanche précédent. La Petite Entrée est identique à celle des Grandes Vêpres ; toutefois, lorsqu'il doit y avoir une lecture de l'Évangile (au cours de la Semaine sainte ou les jours de fête), le livre de l'Évangile est utilisé au lieu de l'encensoir. La Grande Entrée a lieu dans le silence absolu (alors que, normalement, le chœur chante lors de la Divine Liturgie) et tous, clergé et fidèles exécutent une prostration. La raison en est que les instruments du culte qui sont apportés ne sont pas simplement le pain et le vin (comme lors d'un service ordinaire), mais qu'ils ont été déjà consacrés et sont réellement, selon les croyants, le Corps et le Sang du Christ.

## Temps pascal
Au cours de la Semaine radieuse — la semaine qui commence le dimanche de Pâques —, les Saintes Portes demeurent ouvertes toute la semaine et lorsque le prêtre ou le diacre quittent le sanctuaire, ils le font toujours par les Saintes Portes. Ce rite est réservé à la Semaine radieuse. Dans l'Église orthodoxe grecque, le rituel de la Semaine radieuse est repris à l'apodose de Pâques, la veille de l'Ascension.

## Source
- (en) Cet article est partiellement ou en totalité issu de l’article de Wikipédia en anglais intitulé « Entrance (liturgical) » (voir la liste des auteurs).

### Articles liés
- Iconostase
- Saintes Portes
- Prothèse (liturgie)
- Cherubikon